# Літописці Волині і України
«Літописці Волині і України» — історичний твір невідомого автора (або кількох авторів), складений у 1-й пол. 17 ст. Поділяється на 12 окремих збірок історичних записів, побудованих на основі давньоруських, українських, білоруських, польських літописів, хронік та мемуарів. З них у найважливішій змістом і найбільшій обсягом 1-й, т.зв. київській, збірці використано матеріали давньоруських літописів, а також хронік М.Стрийковського та Бельських. У «Л. В. і У.» виклад історії України-Русі пов'язано з історією Литви, Польщі, Московії і хронологічно доводиться до 1621 р. Предметом викладу цієї хроніки є здебільшого зовнішньополітичні події. В цих записах відображені історичні погляди панівних кіл України, що пов'язували свої інтереси з Великим князівством Литовським. До козацтва і козацьких рухів автор ставиться негативно. Закінчується київська збірка записами війта Б.Балики. Бувши очевидцем історичних подій, він подає ряд важливих відомостей про облогу польсько-шляхетського війська в Москві 1612 р. російським народним ополченням. Балика відзначає також негативне ставлення українського народу до польської влади. «Л. В. і У.» написаний мовою, близькою до української народної мови 17 ст.